# Джон Уик (франшиза)
«Джон Уи́к» (англ. John Wick) — американская медиафраншиза, созданная сценаристом Дереком Колстадом. Основана на киносерии из четырёх боевиков — «Джон Уик» (2014), «Джон Уик 2» (2017), «Джон Уик 3» (2019) и «Джон Уик 4» (2023), которые рассказывают историю одноимённого наёмного убийцы в отставке. Все фильмы серии были спродюсированы Бэзилом Иваником и срежиссированы Чадом Стахелски по сценарию Колстада (кроме четвёртого). На должности не указанного в титрах сорежиссёра первого фильма также выступил Дэвид Литч. Главную роль в киносерии исполняет Киану Ривз, в прошлом работавший со Стахелски и Литчем над серией «Матрица».
Все четыре фильма были успешны как по оценкам зрителей и критиков, так и коммерчески, собрав в мировом кинотеатральном прокате свыше 1 млрд долларов при общем производственном бюджете в 235—245 млн долларов. В 2025 году вышел побочный фильм франшизы «Балерина» с Аной де Армас в главной роли.
В 2023 году вышел побочный мини-сериал «Континенталь», который является приквелом первого фильма и рассказывает историю молодого Уинстона Скотта.
Помимо фильмов и сериалов, франшиза также насчитывает серии видеоигр и комиксов, выходивших в 2017—2019 годах.

## Сводная таблица фильмов и сериалов

### Фильмы
| Фильм                    | Релиз в США     | Режиссёр(ы)                | Сценарист(ы)                                          | Сюжет                          | Продюсеры                                              |
| Основная серия           | Основная серия  | Основная серия             | Основная серия                                        | Основная серия                 | Основная серия                                         |
| ------------------------ | --------------- | -------------------------- | ----------------------------------------------------- | ------------------------------ | ------------------------------------------------------ |
| Джон Уик                 | 24 октября 2014 | Чад Стахелски и Дэвид Литч | Дерек Колстад                                         | Дерек Колстад                  | Бэзил Иваник, Дэвид Литч, Ева Лонгория и Майк Уитерилл |
| Джон Уик 2               | 10 февраля 2017 | Чад Стахелски              | Дерек Колстад                                         | Дерек Колстад                  | Бэзил Иваник и Эрика Ли                                |
| Джон Уик 3               | 17 мая 2019     | Чад Стахелски              | Дерек Колстад, Шей Хэттен, Крис Коллинз и Марк Абрамс | Дерек Колстад                  | Бэзил Иваник и Эрика Ли                                |
| Джон Уик 4               | 24 марта 2023   | Чад Стахелски              | Шей Хаттен и Майкл Финч                               | Шей Хаттен и Майкл Финч        | Бэзил Иваник, Эрика Ли и Чад Стахелски                 |
| Джон Уик 5               | TBA             | Чад Стахелски              | TBA                                                   | TBA                            | Бэзил Иваник, Эрика Ли и Чад Стахелски                 |
| Спин-оффы                |                 |                            |                                                       |                                |                                                        |
| Балерина                 | 6 июня 2025     | Лен Уайзман                | Шей Хэттен                                            | Шей Хэттен                     | Бэзил Иваник, Эрика Ли и Чад Стахелски                 |
| Каин                     | TBA             | Донни Йен                  | Роберт Эскинс и Мэттсон Томлин                        | Роберт Эскинс и Мэттсон Томлин | Бэзил Иваник, Эрика Ли и Чад Стахелски                 |
| Безымянный аниме-приквел | TBA             | Шеннон Тиндл               | Ванесса Тейлор                                        | Ванесса Тейлор                 | Бэзил Иваник, Эрика Ли и Чад Стахелски                 |

### Сериалы
| Сериал                       | Сезон | Кол-во серий | Начало сезона    | Финал сезона   | Сеть    | Шоураннер(ы)             |
| ---------------------------- | ----- | ------------ | ---------------- | -------------- | ------- | ------------------------ |
| Континенталь                 | 1     | 3            | 22 сентября 2023 | 6 октября 2023 | Peacock | Грегг Кулидж и Кирк Уорд |
| Джон Уик: Под Высоким Столом | 1     | TBA          | 2025             | TBA            | TBA     | Роберт Левин             |

## Фильмы
| 2014 | Джон Уик                 |
| 2015 |                          |
| 2016 |                          |
| 2017 | Джон Уик 2               |
| 2018 |                          |
| 2019 | Джон Уик 3               |
| 2020 |                          |
| 2021 |                          |
| 2022 |                          |
| 2023 | Джон Уик 4, Континенталь |
| 2024 |                          |
| 2025 | Балерина                 |

### Основная серия

#### Джон Уик (2014)
Когда сын гангстера крадёт его машину и убивает его собаку, бывший наёмный убийца Джон Уик идёт против целой мафии, чтобы отомстить.

##### Работа над фильмом
Идея для «Джона Уика» была придумана сценаристом Дереком Колстадом, который начал работу над сценарием об отставном убийце, который жаждет мести, под названием «Scorn» (рус. Насмешка). После месяца работы он завершил набросок сценария и передал его различным клиентам, получив как минимум три предложения. Когда Колстад впервые задумался о написании сценария, на него повлияли классика киномира и темы мести и антигероя, а также — что может разыграться, если «Худший из существующих людей нашёл спасение […] Когда источник его спасения отобран […] Открываются ли врата Аида?»
3 декабря 2012 года было объявлено, что Thunder Road Pictures приобрела сценарий на дискреционные средства, при этом Колстад согласился из-за плана Thunder Road о создании фильма сразу. Когда глава «Thunder Road Pictures» Бэзил Иваник впервые прочитал оригинальный сценарий Колстада, его сразу же привлёк главный герой Уик, заявив: "Тон сценария был бунтарским и действительно развлекательным. Он также восхищался эмоциональным весом и темой действия вещи. После того, как Thunder Road выбрала сценарий, Колстад провёл дополнительные месяцы, обновляя сценарий вместе с ними. В оригинальном сценарии персонаж Джона Уика был написан как «человек которому за шестьдесят», чтобы играть роль, учитывая легендарную репутацию заглавного персонажа как уважаемого убийцы. Тем не менее, Иваник полагал, что это не имеет значения, и слегка изменил первоначальное видение, заявив: «Вместо этого мы решили искать кого-то кто не является старше в прямом смысле слова, но имеет обширную историю в мире кино».
7 мая 2013 года было объявлено, что Киану Ривз начал переговоры о съёмках в фильме в апреле, а позже был подтверждён как главный герой фильма, после того как Иваник и Питер Лоусон из Thunder Road показали ему сценарий, который он считал многообещающим и далее заявил: «Мне нравится роль, но хочется, чтобы вся история, весь ансамбль ожили». Ривз и Колстад тесно сотрудничали в дальнейшей разработке сценария и сюжета, со сценаристом, заявляющим: «Мы потратили столько же времени на развитие других персонажей, сколько и на его. [Киану] признаёт, что сила сюжета заключается даже в мельчайших деталях». Название фильма позже он был изменён с «Scorn» на Джон Уик, поскольку, по словам Колстада, «Киану так понравилось имя, что Ривз все время повторял всем, что снимает фильм под названием „Джон Уик“, и продюсеры согласились, сменив название.»
Во время обсуждений истории для Джона Уика Ривз связался с Чадом Стахелски и Дэвидом Литчем, с которым он первоначально встретился на съёмочной площадке «Матрицы», чтобы узнать, заинтересованы ли они в хореографии или режиссуре экшн-сцен. Ривз восхищался работой Стахелски и Литча, которые выполняли, ставили хореографию и координировали, заявляя, что «Когда я получил сценарий … Я сразу подумал о Чаде и Дейве для экшн-дизайна, но я втайне надеялся, что они захотят его режиссировать». Затем он добавил: «Я знал, что им понравится жанр, и я знал, что они полюбят Джона Уика. И я подумал, что создаваемые миры — реальный мир, а затем этот подземный мир — будут привлекательны для них, и это было». После прочтения сценария Колстада, Стахелски и Литч рассказали Ривзу, что хотят рассказать историю о Джоне Уике, поскольку у них обоих было желание участвовать в проекте в качестве режиссёров. Под впечатлением энтузиазма Ривза и качества сценария, Стахелски и Литч сказали ему, что они хотят снять фильм, а затем представили ему свою версию истории, основанную на «[…] идее [Уика] как городской легенде, триллер фильм об убийце с реалистичной атмосферой и потусторонним окружением». Впечатлённый их концепцией, Ривз поддержал пару, и Стахелски и Литч подали идею в студию, которая наняла их для режиссуры, вопреки их первоначальной просьбе руководить вторым блоком фильма. 7 мая 2013 года было объявлено, что Стахелски и Литч должны были руководить фильмом вместе, хотя позднее Гильдия режиссёров Америки постановила, что только Стахелски будет иметь титул режиссёра. Литч был зачислен как продюсер.
Было подтверждено, что основные съёмки первого фильма начались в Нью-Йорке с оригинальным расписанием который должен был состояться с 25 сентября по 5 декабря с процессом съёмок, запланированным на продолжение в Нью-Йорке и его окрестностях и в Нью-Йоркской агломерации.
В феврале 2015 года режиссёры Чад Стахелски и Дэвид Литч заявили, что началась работа над продолжением Джона Уика. В том же месяце Джон Фелтаймер, генеральный директор Lionsgate, заявил во время телефонной конференции, что «мы видим Джона Уика как франшизу из нескольких серий». Кроме того, сообщалось, что Колстад должен вернуться, чтобы написать сценарий. В мае 2015 года было подтверждено, что продолжение было подтвержденно, и Lionsgate будет продавать фильм на Каннском кинофестивале. Основные съёмки фильма начались 26 октября 2015 года в Нью-Йорке. Позднее они происходили в Риме, а затем возобновились в Монреале, Канаде, 27 октября 2016 года.

#### Джон Уик 2 (2017)
Вынужденный выплачивать долг своей прошлой жизни, Джон Уик по заданию убивает человека, которого он не желает убивать, а затем испытывает предательство своего спонсора.

#### Джон Уик 3 (2019)
Джон Уик находится в бегах, так как его преследуют за открытый контракт на общую сумму 14 миллионов долларов на его жизнь и за нарушение основного правила: убийство на территории отеля «Континенталь». Жертва была членом Высокого Стола, который заказал открытый контракт. Джон должен был быть уже казнён, за исключением того, что менеджер «Континенталя», Уинстон, предоставил ему льготный период в один час до того как он «excommunicado» — членство отменено, запрет на все службы и изоляция от других участников. Джон использует индустрию услуг, чтобы остаться в живых, поскольку он борется и убивает, чтобы покинуть Нью-Йорк.

#### Джон Уик 4 (2023)
О начале работы над фильмом «Джон Уик 4» было объявлено в мае 2019 года, сразу после премьеры «Джона Уика 3». Тогда же была названа и ориентировочная дата премьеры — 21 мая 2021 года. Режиссёром, как и в предыдущих лентах, планирует выступить Чад Стахелски, а главную роль сыграет Киану Ривз. Последний в апреле 2019 года заявил, что будет играть Джона Уика, пока его «держат ноги».
В 2020 году из-за пандемии коронавируса предпроизводственный этап был приостановлен, а съёмки так и не начались. В апреле того же года режиссёр Чад Стахелски заявил, что дата начала съёмок остаётся неизвестной, а 1 мая компания Lionsgate перенесла дату выхода на год — 27 мая 2022 года. Съёмки начались в июне 2021 года. Далее выход фильма перенесли на 2023 год из-за пандемии COVID-19.

### Спин-оффы

#### Балерина (2025)
В июле 2017 года Lionsgate приобрёла сценарий, предварительно названный «Балерина», в надежде на то, чтобы переработать его и включить в серию фильмов о Джоне Уике в качестве спин-оффа с целью расширения франшизы. История рассказывает о балерине Еве Макарро из синдиката наёмных убийц «Руска Рома».

### Документальные

#### Уик — это боль (2025)
8 мая 2025 года на американском кинофестивале Beyond Fest прошла премьера документального фильма «Уик — это боль» режиссёра Джеффри Доу, в котором рассказывается о франшизе «Джон Уик». 9 мая состоялся выпуск фильма на цифровых платформах.

## Сериалы

### Континенталь (2023)
В июне 2017 года было объявлено, что Чад Стахелски и писатель Дерек Колстад создают телевизионный сериал для Lionsgate, основанный на персонажах и местах действия фильмов о Джоне Уике, условно под названием «Континенталь». Как сообщается, сериал посвящён убежищу для наёмных убийц, которое фигурирует в фильмах. Позже в том же году стало известно, что Ривз снова сыграет роль Джона Уика в телесериале.
В январе 2018 года сериал был заказан в эфир каналом Starz. Крис Коллинз станет сценаристом и шоураннером сериала, а Дэвид Литч, Киану Ривз и Чад Стахелски — продюсерами сериала. Стахелски также будет режиссёром пилотного эпизода.
К октябрю 2021 года стало известно, что в мини-сериале снимутся Мел Гибсон и Колин Вуделл. Последний был утверждён на роль молодого Уинстона Скотта из франшизы «Джон Уик». В ноябре 2021 года стало известно, что в проекте снимутся Питер Грин и Айомид Адеган, которые сыграют роли молодых дяди Чарли и Харона, а Джереми Бобб исполнит роль персонажа по имени Мэйхью. В начале февраля 2022 года Кэти Макграт была утверждена на роль «Судьи», Рэй Маккиннон — на роль Джина Дженкинса, Адам Шапиро — на роль Лемми, а Марк Мусаси и Марина Мазепа — на роли Гензель и Гретель соответственно.

## Планируемые проекты

### Джон Уик 5
Начало раннего этапа разработки пятого фильма франшизы было официально анонсировано в августе 2020 года. Съёмочный период изначально планировалось начать сразу после завершения производства четвёртой ленты, однако с тех пор из-за кризисного периода, возникшего в индустрии и мире в целом, конкретной информации о проекте не поступало. 26 мая 2023 председатель Motion Picture Джо Дрейк объявил, что франшиза получит продолжение, и намекнул на возможность выхода AAA-игры по вселенной франшизы. Сайт ComicBook.com сообщил, что «Джон Уик 5» находится на этапе раннего производства, ссылаясь на финансовый отчёт Lionsgate.

### Каин
Компания Lionsgate официально анонсировала проект в апреле 2025 года на CinemaCon. Донни Йен станет режиссёром, а также исполнит главную роль Каина из фильма «Джон Уик 4»; Мэттсон Томлин напишет новый сценарий, на основе сценария Роберта Аскинса, который был основан на идеях Стахелски и Йена. Бэзил Иваник, Эрика Ли и Чад Стахелски займутся продюсированием фильма, Йен выступит в качестве исполнительного продюсера, а Стахелски будет также курировать производство. Сюжет расскажет о персонаже, освобождённом от своей роли в Высоком Столе, и будет происходить в хронологическом порядке после событий четвёртого фильма. Начало основных съёмок запланировано на конец 2025 года. Рина Саваяма была утверждена на роль Акиры в следующем месяце. Проект описывается как современный классический фильм о кунг-фу в гонконгском стиле, и будет совместным производством студий Lionsgate, Thunder Road Films и 87Eleven Entertainment

### Безымянный фильм-кроссовер
В июле 2017 года Дэвид Литч обсудил потенциал кроссовера с участием титульного убийцы франшизы и «Взрывной блондинки». Литч был режиссёром последнего проекта, после того как выступил сорежиссёром Джона Уика. Создатель фильма заявил, что все вовлечённые лица обсуждали возможность, и что они сделают это, как только будет разработана достаточно хорошая история.